# Joseph Jones
Pour les articles homonymes, voir Costello et Jones.
Joseph Costello Reshawn Jones, né le 21 mars 1986 à Normangee au Texas, est un joueur américain de basket-ball. qui évolue au poste de pivot Limoges Cercle Saint-Pierre

## Carrière
En février 2017 Joseph Jones s'engage avec le Limoges Cercle Saint-Pierre jusqu'à la fin de la saison.